# Podiagouine
Podiagouine este o comună din regiunea Dix-Huit Montagnes, Coasta de Fildeș.